# بن ناصر بن شهرة
بن ناصر بن شهرة بلدية بولاية الأغواط.
هذه البلدية معروفة منذ القديم باسم المخرق لكثرة اختراق جدوال وروافد واد مزي لسهل تاونزة الذي تقوم على إحدى جنباته هذه البلدة.
وقد حملت تسمية بن ناصر بن شهرة سنة 1985 نسبة إلى أحد عظماء المنطقة المقاوم الثائر الناصر بن شهرة الذي كان يقوم بثورات شعبية شملت جل الصحراء ضد الاحتلال الفرنسي إبان القرن 19م.
تبعد بحوالي 25كم عن عاصمة الولاية الأغواط و تقلصت المسافة الى حوالي 11كم بعد فتح طريق مختصرة مؤدية إلى المطار . كما تبعد بنفس المسافة أي حوالي 11كم عن مقر الدائرة التابعة لها وهي دائرة قصر الحيران.

## جغرافيا
| العسافية     |       | الأغواط    |
| قصر الحيران  | إسم ؟ | الخنق      |
| حاسي الدلاعة |       | حاسي الرمل |

## السكان
أغلب سكانها من عرش رحمان خصوصا فرقة أولاد براهيم.
كما أنها تضم العديد ممن ينتمون إلى العروش القريبة كأولاد نايل و الحرازلية و الحجاج و غيرهم.
و تشهد في الآونة الأخيرة نموا سكانيا معتبرا بحكم نقص العقار في مدينة الأغواط و قربها من عاصمة الولاية اذ أصبح يسكنها العديد من الأثنيات من مختلف أنحاء الجزائر.